# 丁雪峰
丁雪峰（1963年9月—），男，汉族，山西左云人，中华人民共和国政治人物。

## 生平
1981年1月在左云县文化局参加工作。1986年8月加入中国共产党。2012年1月，任中共吕梁市委副书记、代市长，2012年3月30日当选为吕梁市人民政府市长。
2013年，被选为第十二届全国人民代表大会山西地区代表。
2013年12月底，山西吕梁市长丁雪峰因买官案被相关部门带走，部分牵涉到原公安部副部长李东生，前中共政法委书记周永康之子周滨等人亦牵涉其中。2014年2月，山西省委宣布决定：免去丁雪峰吕梁市委副书记、常委、委员职务，提名免去丁雪峰的吕梁市人民政府市长职务，由董岩接任。因涉嫌严重违纪，2014年3月2日，山西省第十二届人大常委会第八次会议决定罢免其第十二届全国人民代表大会代表职务。